# Centro de Formação de Atletas Tirol
El Centro de Formação de Atletas Tirol anteriormente llamado Grêmio Recreativo Pague Menos es un club empresa de fútbol de la ciudad de Fortaleza, en el estado de Ceará, con sede en el barrio de Jacarecanga, fundada en 2011 y vinculada a la cadena de farmacias Pague Menos. El club, cuyos colores oficiales son el azul, el negro y el blanco, debutó en el fútbol profesional en 2021, jugando en el Campeonato Cearense de Serie C.

## Historia
El Grêmio Recreativo Pague Menos fue fundado el 1 de noviembre de 2011 como una sociedad civil deportiva, social, cultural, recreativa y sin fines lucrativos, compuesta por empleados de la Red de Farmacias Pague Menos, por personas de la comunidad local y dependientes de los empleados.
El club comenzó a trabajar con el fútbol de adultos, estableciendo alianzas a lo largo de los años con varios equipos. En 2018, el club se unió a la Federación Cearense de Fútbol en la categoría amateur y en 2021, el club pasó a ser profesional e inició su participación en el Campeonato Cearense Serie C 2021.
Su debut en el fútbol profesional fue el 23 de octubre en el Estadio João Ronaldo de Pacajus. El Grêmio Pague Menos venció 2-0 al Tianguá con goles de Maranhão, ex-Ceará y Fortaleza, e Yuri Tanque. El club se clasificó a las semifinales del campeonato con dos victorias y un empate en la primera fase.
Además del fútbol profesional, el club invierte en categorías juveniles y futsal, teniendo equipos de todas las categorías, siendo el responsable de revelar algunos jugadores del panorama nacional, entre ellos el delantero Caio Vidal del Internacional-RS.
En su primera participación en competencias profesionales, Pague Menos llegó a la final de la Série C Cearense, luego de vencer 4-2 en el global al Quixadá. Incluso perdiendo el título ante el tradicional Guarani de Juazeiro, consiguiendo el ascenso al Campeonato Cearense Serie B 2022.

## Palmarés
- Campeonato Cearense de Serie B: (1) (2024)

## Desempeño en competiciones

### Campeonato Cearense
| Año  | Posición |
| 2025 | 5º       |

### Campeonato Cearense de Serie B
| Año  | Posición       |
| 2022 | 4º             |
| 2023 | 7º             |
| 2024 | 1º (ascendido) |

### Campeonato Cearense de Serie C
| Año  | Posición       |
| 2021 | 2º (ascendido) |